# Karl Schenk

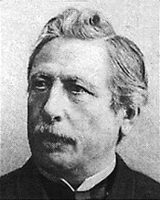
Karl Schenk

Karl Schenk (ur. 1 grudnia 1823, zm. 18 lipca 1895) – szwajcarski polityk, członek Rady Związkowej od 12 grudnia 1863 do śmierci. Kierował następującymi departamentami: 
- Departament Spraw Wewnętrznych (1864, 1866–1870, 1872–1873, 1879–1884, 1886–1895)
- Departament Polityczny (1865, 1871, 1874, 1878, 1885)
- Departament Finansów (1872)
- Departament Kolei i Handlu (1875–1877)[1]

Był członkiem Radykalno-Demokratycznej Partii Szwajcarii.
W latach 1863–1864 przewodniczył Radzie Kantonów. Pełnił także funkcje wiceprezydenta (1864, 1870, 1873, 1877, 1884, 1892) i prezydenta (1865, 1871, 1874, 1878, 1885, 1893) Konfederacji.
Traktat waszyngtoński (1871) powierzał prezydentowi Szwajcarii wyznaczenie jednego z trzech neutralnych arbitrów w sprawie o roszczenia Alabamy. Arbitrem Szwajcarii został Jakob Stämpfli.